# St. Margareta (Unterbaar)

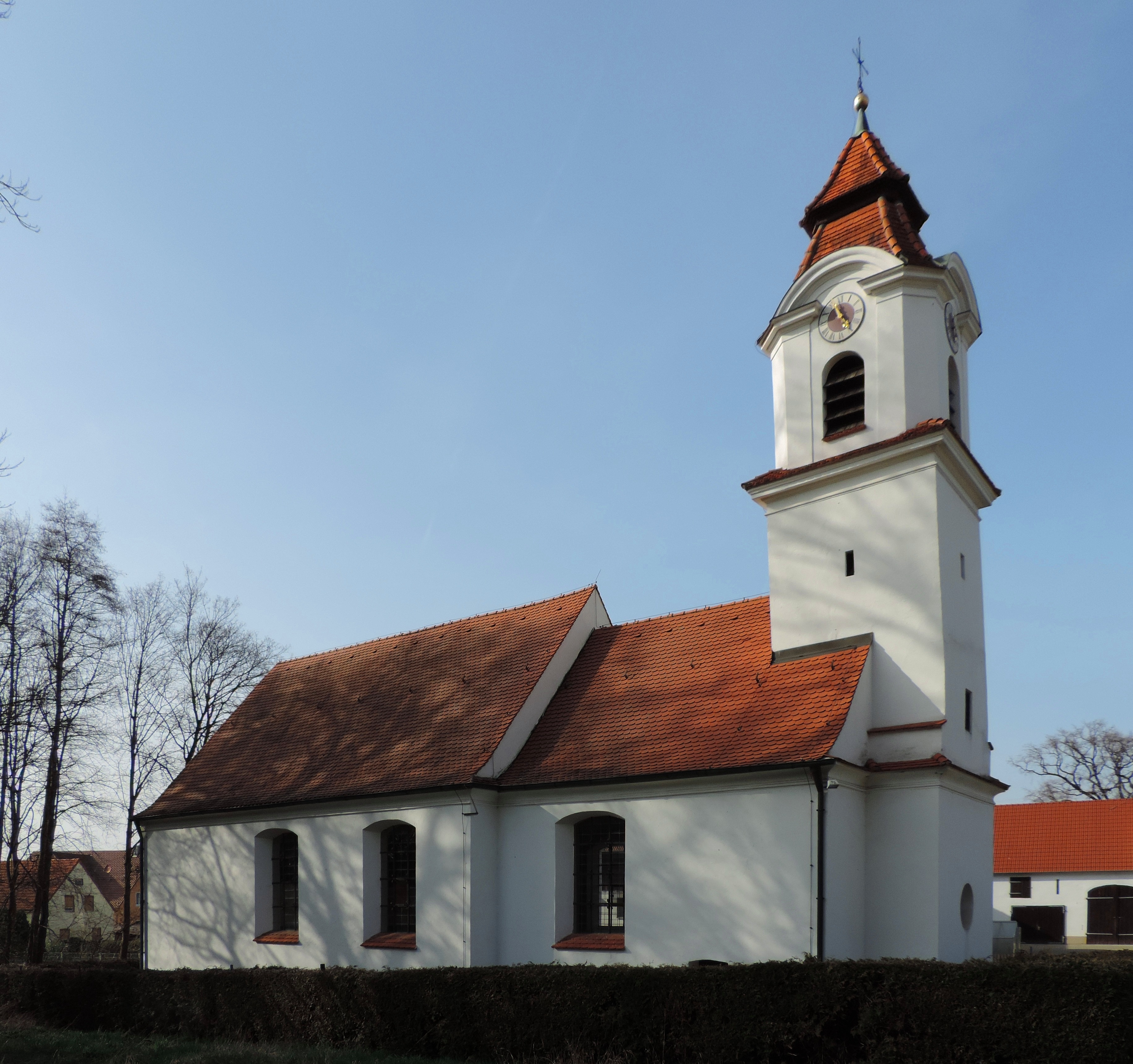
Kirche St. Margareta in Unterbaar

Die katholische Filialkirche St. Margareta in Unterbaar, einem Gemeindeteil von Baar im schwäbischen Landkreis Aichach-Friedberg in Bayern, wurde 1727 unter Franz Marquard Schenk von Castell als Kirche des Schlosses errichtet. Sie steht an der Hauptstraße 18b und ist ein geschütztes Baudenkmal. 
Der flachgedeckte Saalbau mit eingezogenem Chor ist der heiligen Margareta von Antiochia geweiht. Er besitzt einen östlichen Turm mit geschwungenem Zeltdach, dessen Westwand ein frei im Chor stehender Pfeiler stützt und dessen Ostwand auf einer rechteckigen Chornische aufsitzt. 
Der Hochaltar entstand um 1700 und die Seitenaltäre in der zweiten Hälfte des 18. Jahrhunderts.